# Skrajna Jaworowa Przełęcz
Skrajna Jaworowa Przełęcz (słow. Predné Javorové sedlo) – przełęcz położona w słowackich Tatrach Wysokich. Leży w bocznej grani odchodzącej na północny zachód od Małego Jaworowego Szczytu. Znajduje się pomiędzy Żabim Wierchem Jaworowym a Skrajną Jaworową Turnią.
W południowo-wschodniej grani Żabiego Wierchu Jaworowego, opadającej na Skrajną Jaworową Przełęcz, położone są (kolejno od góry):
- Wyżnia Goryczkowa Ławka,
- Skrajny Goryczkowy Kopiniak (2176 m),
- Niżnia Goryczkowa Ławka,
- Zadni Goryczkowy Kopiniak.

Skrajna Jaworowa Przełęcz nie jest dostępna dla turystów, nie prowadzą na nią żadne znakowane szlaki turystyczne. Stanowi ona naturalną granicę między Jaworowymi Turniami a Jaworowymi Wierchami, które wspólnie tworzą Jaworową Grań. Przełęcz była znana od dawna myśliwym podhalańskim i spiskim. Rejony Doliny Jaworowej, okolicznych szczytów i przełęczy były niegdyś popularnym miejscem polowań.

## Historia
Pierwsze wejścia turystyczne:
- Karol Englisch i Adolf Kamiński, 1 sierpnia 1902 r. – letnie,
- Jadwiga Pierzchalanka i Jerzy Pierzchała, 24 marca 1936 r. – zimowe.